# Épargne solidaire
 (mars 2012).
Si vous disposez d'ouvrages ou d'articles de référence ou si vous connaissez des sites web de qualité traitant du thème abordé ici, merci de compléter l'article en donnant les références utiles à sa vérifiabilité et en les liant à la section « Notes et références ».
L'épargne solidaire citoyenne (apparue au milieu des années 1980 en Europe et au Québec pour lutter contre le chômage et l’exclusion) fait en sorte que tout ou partie du placement d'une épargne est directement réinvesti dans des structures à caractère solidaire, environnementales et/ou éthique.

## Éléments de définition
L'épargne solidaire est une pratique consistant à s'assurer que son épargne est (ré)investie dans des activités à utilité sociale, sanitaire et/ou environnementale, relevant de l'économie sociale et solidaire. Les activités concernées sont diverses : insertion, accompagnement social, accès à l'eau potable, aux soins, à un logement et à un environnement sain, lutte contre l'endettement et l'insalubrité, microcrédits aux particuliers ou aux TPE, financement de certaines PME, gestion, restauration et protection de l'environnement, commerce équitable, développement durable, entrepreneuriat dans les PED, réhabilitation énergétique du logement et autres moyens de lutte contre la précarité énergétique.

## Les produits financiers solidaires
Il existe des banques solidaires dédiées (ex : La Nef), et la majorité des banques proposent des produits financiers dits solidaires, il en existe deux sortes : 
1. le premier mécanisme fait en sorte que 5 à 10 % de l'épargne soit dirigé vers le circuit solidaire alors que les 90 % restants rejoignent les marchés financiers (fonds 90/10).
2. le second prévoit qu'une partie ou l'intégralité des intérêts soient redistribués à des associations soutenant des projets solidaires.

## L'épargne solidaire
Il existe différents types d'épargne solidaire (miscibles entre eux ou complémentaires) : 
- le placement de partage[1] ;
- le placement d'investissement solidaire ;
- l'épargne salariale[2] comme le Plan d'épargne entreprise ou Plan d'épargne pour la retraite collectif ;
- les parts de capital d'une entreprise solidaire ;
- certains types de financements participatifs et crowdfundings.

Épargner de façon solidaire, c’est placer son argent dans le financement de projets ayant une utilité sociale ou environnementale.

## Histoire
L’épargne solidaire a des racines remontant probablement à l'invention de l'argent. Dans son sens actuel, elle s'est beaucoup développée dans les années 1990. 
Elle s’inspire notamment, selon l’économiste Pascal Glémain, du modèle d’épargne des pays du Sud, tel qu’il existe dans les communautés villageoises, par exemple d’Afrique subsaharienne. 

L’argent gagné est en partie mis dans un pot commun et réutilisé au profit du bien commun, pour permettre des achats ou investissements utiles  à des individus de la communauté, que des individus ne pourraient effectuer seuls (ex : construction d'infrastructure (ex : puits, réseau d'eau, silo, hangar, unité de méthanisation...), achat de matériel (tracteur, outils...), ou d'animaux de rente ou de trait tels que poules, bovins, ovins, équidés...), ou de matériel d’une barque pour la pêche…).

## Produits d'épargne solidaire
Les produits de partages : gamme Agir du Crédit coopératif, Livret ou Compte à terme de La Nef. 
Les actions des entreprises labellisées Finansol, comme les foncières solidaires : Habitat et Humanisme, Terre de Liens ou Énergie Partagée.
LITA.co : plateforme européenne d'investissement durable
Crédal : coopérative de finance éthique

## Labels
En France, le secteur de la finance solidaire se structure, notamment en s'appuyant sur des labels : A titre d'exemple le label indépendant Finansol certifie certains placements solidaires.